# 녹로
녹로(轆轤)는 도르래 원리를 이용해 돌을 약 10미터 높이로 들어올리던 장비였다. 수원 화성 축조 때 2대를 만들어 썼다고 한다. 녹로는 본래 왕릉 조영에 주로 쓰이던 장비로 무거운 관을 정확히 광 안으로 내리는 데 주로 사용된 장비였다. 정약용이 이 원리를 이용해 수원 화성 건설에 도입한 것으로 평가할 수 있다. 이 또한 정약용의 발명품 중 하나이다.

## 같이 보기
- 거중기
- 유형거
- 동차
- 설마
- 정약용